# American Gypsies
American Gypsies è un reality show statunitense andato in onda su National Geographic Channel. La serie debuttò il 17 luglio 2012; essa segue la famiglia di John, una famiglia Gypsy di New York.

## Episodi
| N. | Titolo originale             | Prima TV USA                   |
| -- | ---------------------------- | ------------------------------ |
| 1  | "Rivals at War"              | 17 luglio 2012 (2012-07-17)    |
| 2  | "The Gloves Come Off"        | 24 luglio 2012 (2012-07-24)    |
| 3  | "Sex, Lies, and Audio Tape"  | 31 luglio 2012 (2012-07-31)    |
| 4  | "South Beach Invasion"       | 7 agosto 2012 (2012-08-07)     |
| 5  | "Love for Sale"              | 14 agosto 2012 (2012-08-14)    |
| 6  | "Ritual Slaughter"           | 21 agosto 2012 (2012-08-21)    |
| 7  | "Dueling Dads"               | 30 agosto 2012 (2012-08-30)    |
| 8  | "Shotgun Wedding"            | 6 settembre 2012 (2012-09-06)  |
| 9  | "My Big Fat Florida Wedding" | 12 settembre 2012 (2012-09-12) |